# میووش هورودیسکی
میووش هورودیسکی (لهستانی: Miłosz Horodyski؛ زادهٔ ۱ ژانویهٔ ۱۹۷۴) یک کارگردان فیلم، و روزنامه‌نگار اهل لهستان است.
از فیلم‌ها یا مجموعه‌های تلویزیونی که وی در آن‌ها نقش داشته است می‌توان به «هویت آزادی» و «باتوم و قانون اساسی» اشاره نمود.